# Berry-mechanisme

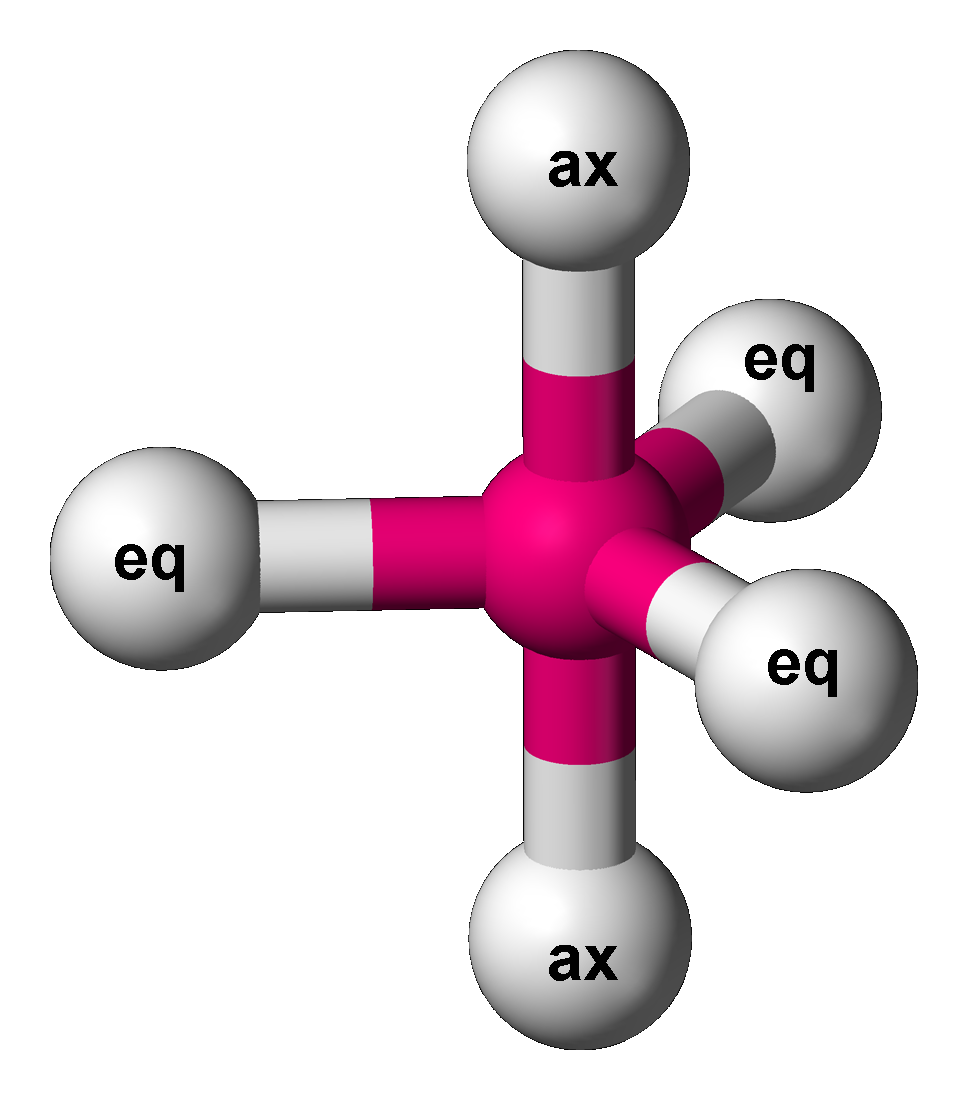
Structuur van een trigonaal bipiramidale molecule met aanduiding van de axiale (ax) en equatoriale (eq) posities.

Het Berry-mechanisme of de Berry-pseudorotatie is een type moleculaire vibratie waarbij twee axiale atomen of atoomgroepen op een centraal atoom worden omgezet in twee equatoriale. Het is een algemeen aanvaard mechanisme voor pseudorotaties. Het werd genoemd naar de Amerikaanse scheikundige R. Stephen Berry.
De pseudorotatie treedt voornamelijk op bij moleculen van het type AB5, zoals fosforpentachloride. Moleculaire geometrieën die de Berry-pseudorotatie kunnen ondergaan zijn de seesaw, de trigonaal bipiramidale en de vierkant piramidale.
De Berry-pseudorotatie is een bijzondere vorm van intramoleculaire isomerisatie.

## Berry-mechanisme bij de trigonaal bipiramidale geometrie
Het mechanisme bij de trigonaal bipiramidale geometrie verloopt in twee stappen. In een eerste stap vibreren de axiale liganden via een schaarbeweging naar het equatoriale vlak, zodat een soort vierkant piramidale structuur wordt verkregen. Dit is de transitietoestand. Vervolgens bewegen twee oorspronkelijk axiale liganden terug, zodat zij uiteindelijk een hoek van 180° vormen ten opzichte van elkaar en de axiale posities hebben ingenomen. De nieuwe axiale posities staan hierbij loodrecht op de oorspronkelijke. Het proces wordt hieronder voorgesteld voor de verbinding ijzerpentacarbonyl:

## Berry-mechanisme bij de vierkant piramidale geometrie
Voor de vierkant piramidale geometrie is het mechanisme vrijwel tegengesteld aan dat voor de trigonaal bipiramidale. Er wordt gestart vanuit de transitietoestand van de bipiramidale pseudorotatie. Eén paar geminale bindingen vibreert via een schaarbeweging heen en weer, samen met een derde ligand, zodat uiteindelijk de pseudogeroteerde structuur bekomen wordt.